# Kenneth Mars
Kenneth Mars (* 4. April 1935 in Chicago, Illinois; † 12. Februar 2011 in Granada Hills bei Los Angeles, Kalifornien) war ein US-amerikanischer Schauspieler und Synchronsprecher.

## Leben
Mars absolvierte ein Studium der Schönen Künste (Fine Arts) an der Northwestern University. Ab Anfang der 1960er war Mars als Schauspieler tätig. Sein Schauspieldebüt vor der Kamera gab er 1962 als Verleger in der US-amerikanischen Sitcom Wagen 54, bitte melden. Danach folgten Episodenrollen in den Fernsehserien Rauchende Colts, Get Smart sowie in der Sitcom Er und sie. Auch später übernahm Mars zahlreichen Gastrollen in US-Fernsehserien, unter anderem in Magnum (2.3.),  Mord ist ihr Hobby, L.A. Law – Staranwälte, Tricks, Prozesse, Diagnose: Mord, Nash Bridges, Will and Grace und Hannah Montana. In der Science-Fiction-Fernsehserie Deep Space Nine war er 1994 in der Episode Shadowplay die Hologramm-Figur des Protektors Colyus.
Ab Ende der 1960er Jahre war er auch in Kinofilmen tätig. Mars war in US-amerikanischen Komödien häufig auf den „Typ des Deutschen“ und Kontinentaleuropäers festgelegt. Diesen Rollentypus verkörperte er in zahlreichen satirisch-ironisch angelegten Charakteren. Besonders bekannt wurde er durch seine Zusammenarbeit mit dem Regisseur Mel Brooks. In dessen Filmkomödie Frühling für Hitler (1968) spielte er, an der Seite von Zero Mostel und Gene Wilder den durchgeknallten Drehbuchautor und Alt-Nazi Franz Liebkind. In seiner zweiten Zusammenarbeit mit Brooks übernahm er 1974 in dessen Filmkomödie Frankenstein Junior, mit Monokel und schlecht funktionierender, knirschender Armprothese, die Rolle des Polizeikommissars Hans Wilhelm Friedrich Kemp.
Weitere Kinorollen hatte er als Marshal in der Westernkomödie Zwei Banditen (1969), als in einer lieblosen Ehe gefangener Rechtsanwalt Otto Bentwood in dem Filmdrama Verzweifelte Menschen (1971) und als Hugh Simon in der Filmkomödie Is’ was, Doc? (1972). Darin spielte er den aus Jugoslawien stammenden arroganten, intellektuellen wissenschaftlichen Gegenspieler von Ryan O’Neal. In späteren Jahren arbeitete er mit Woody Allen zusammen und war in dessen Filmen Radio Days (1987) und Schatten und Nebel (1991) zu sehen.
In den 1960er Jahren spielte Mars mehrfach auch Theater. 1961 unternahm er eine USA-Tournee als Baron Elberfeld in dem Musical The Sound of Music. Am Broadway war er 1962 am Henry Miller’s Theatre in dem Bühnenstück The Affair zu sehen. In der Spielzeit 1969/1970 verkörperte er am Orpheum Theatre in New York City die Rolle des Sir Evelyn Oakleigh in dem Musical Anything Goes. Auch in den 1970er Jahren trat er noch gelegentlich auf der Bühne auf.
Mars arbeitete auch umfangreich als Synchronsprecher. Er lieh mehreren Charakteren in der US-amerikanischen Zeichentrick-Serie Uncle Croc’s Block seine Stimme. Er sprach den König Triton in dem Zeichentrickfilm Arielle, die Meerjungfrau. Außerdem übernahm er lange Jahre die Rolle des Großvaters Longneck in der Zeichentrickserie In einem Land vor unserer Zeit.

## Privates
Mars war mit Barbara Newborn (†) verheiratet; aus der Ehe gingen zwei gemeinsame Töchter hervor. Mars starb im Alter von 75 Jahren in seinem Haus in Granada Hills; als Todesursache wurde Bauchspeicheldrüsenkrebs angegeben.

## Filmografie (Auswahl)
- 1962: Wagen 54, bitte melden (Car 54, Where Are You)
- 1967: Rauchende Colts (Gunsmoke)
- 1967: Mini-Max oder die unglaublichen Abenteuer des Maxwell Smart (Get Smart)
- 1967–1968: Er und sie (He & She)
- 1968: Frühling für Hitler (The Producers)
- 1969: Zwei Banditen (Butch Cassidy and the Sundance Kid)
- 1969: Ein Frosch in Manhattan (The April Fools)
- 1971: Verzweifelte Menschen (Desperate Characters)
- 1972: Is’ was, Doc? (What’s Up, Doc?)
- 1973: Der Chef (Ironside)
- 1974: Frankenstein Junior (Young Frankenstein)
- 1974: Zeuge einer Verschwörung (The Parallax View)
- 1975: Die heiße Spur (Night Moves)
- 1975: Uncle Croc’s Block (Zeichentrickserie, Sprechrolle)
- 1976: Eine amerikanische Familie (Family)
- 1977: Columbo: Todessymphonie (The Bye-Bye Sky High IQ Murder Case, Fernsehreihe)
- 1980: Barnaby Jones (Fernsehserie, 1 Folge)
- 1981: Hart aber herzlich (Hart to Hart, Folge: Hundeglück mit Folgen)
- 1981, 1984: Magnum (Magnum, P.I.)
- 1982: Simon & Simon (Es ist nicht alles Ruß im Schornstein)
- 1983: Dotterbart (Yellowbeard)
- 1984, 1986: Hardcastle & McCormick (Hardcastle and McCormick, Fernsehserie, 2 Folgen)
- 1985: B.I.E.R. (Beer)
- 1985: Mord ist ihr Hobby (Murder, She Wrote, Fernsehserie, 1 Folge)
- 1987: Radio Days
- 1989: Arielle, die Meerjungfrau (The Little Mermaid)
- 1989: Police Academy 6 – Widerstand zwecklos (Police Academy 6: City Under Siege)
- 1990: Grüße aus dem Jenseits (Shades of L.A.)
- 1991: Schatten und Nebel (Shadow and Fog)
- 1994: L.A. Law – Staranwälte, Tricks, Prozesse (L.A. Law)
- 1994: Star Trek: Deep Space Nine (Star Trek: Deep Space Nine)
- 1994–2010: In einem Land vor unserer Zeit (The Land Before Time, Zeichentrickserie, Sprechrolle)
- 1995: Diagnose: Mord (Diagnosis Murder)
- 1997: Police Academy (Police Academy: The Series)
- 1999: L.A. Doctors (Fernsehserie)
- 2000: Nash Bridges
- 2001: Will & Grace
- 2002–2004: Malcolm mittendrin (Malcolm in the Middle, Fernsehserie, 27 Folgen)
- 2007: Hannah Montana